# 西格·帕林
西格·帕林（瑞典語：Sigge Parling，1930年3月26日—2016年9月17日），瑞典男子足球运动员，场上位置是中场。他曾代表瑞典国家队参加1958年国际足联世界杯，结果队伍获得亚军。他于2016年去世，享年86岁。